# Walking to Babylon
Walking to Babylon es una novela de 1998 de Kate Orman en la serie Virgin New Adventures de la arqueóloga ficticia Bernice Summerfield (conocida como Benny) (ISBN 0-426-20521-9).
New Adventures fue un derivado de la serie de televisión británica de ciencia ficción Doctor Who, pero después de que la editorial Virgin Books perdió la licencia para hacer historias de Doctor Who de la BBC, New Adventures continuó, centrada en el personaje de Benny. y más personajes y escenarios creados para la serie. Walking to Babylon es la décima New Adventures dirigida sobre Benny.
Orman había escrito anteriormente varias New Adventures de Doctor Who, pero esta fue la primera en la serie posterior a Doctor Who. Como caracteriza su trabajo, la novela mezcla ciencia ficción dura con personajes fuertes. El libro también contiene algunas escenas de naturaleza sexual, lo que refleja la voluntad de Virgin de incluir más contenido para adultos del que la BBC había permitido para Doctor Who New Adventures.
La historia presenta a la Gente, una raza alienígena creada en Doctor Who New Adventure The Also People y posteriormente apareció en muchas de las New Adventures de Bernice Summerfield. La novela también se refiere indirectamente a los Time Lords, una raza de Doctor Who; esto fue para evitar cualquier disputa de derechos de autor con la BBC.
El libro comienza postulando la conducción de una guerra entre dos grupos superpoderosos que viajan en el tiempo. Lawrence Miles, también autor de New Adventure, estaba desarrollando una idea similar (que finalmente vio su exploración más completa en sus historias de Faction Paradox), aunque Orman ha dicho que esto fue pura coincidencia. Miles ha dicho que su posterior New Adventure Dead Romance se inspiró en parte en su disgusto por los elementos de Walking to Babylon.

## Argumento
Bernice Summerfield viaja en el tiempo a la antigua Babilonia para tratar de evitar que la poderosa raza conocida solo como el Pueblo destruya la ciudad con una bomba de singularidad.

## Adaptación de audio
En 1998, Walking to Babylon fue adaptado por Big Finish Productions en su tercer drama de audio. El drama está protagonizado por Lisa Bowerman como Bernice, pero también cuenta con la actriz Elisabeth Sladen, más conocida por interpretar a Sarah Jane Smith en la serie de televisión Doctor Who.
La adaptación fue de Jac Rayner, quien también había adaptado el primer lanzamiento de la serie, Oh No It Isn't !.

### Elenco
- Bernice Summerfield — Lisa Bowerman
- Ninan-ashtammu — Elisabeth Sladen
- Jason Kane — Stephen Fewell
- John Lafayette — Barnaby Edwards
- WiRgo!xu — Nigel Fairs
- !Ci!ci-tel — Anthony Keetch
- The Drone — Steven Wickham
- Miriam — Louise Morell
- Babylonian Child — Alex Canini

Nigel Fairs, quien actúa en la adaptación de audio de Big Finish, había trabajado anteriormente en la serie Audio Visuals de los dramas de audio de fanes de Doctor Who.

### Walking to BabylonNew Adventure
- The Cloister Library - Walking to Babylon
- Walking to Babylon en Internet Speculative Fiction Database

- Datos: Q7962527